# Czesław Bakalarski
Czesław Bakalarski (ur. 17 września 1930 w Poznance, powiat Łuck, zm. 4 maja 2021) – polski prawnik, sędzia Trybunału Konstytucyjnego w stanie spoczynku.

## Życiorys
Ukończył studia na Wydziale Prawa i Administracji Uniwersytetu Warszawskiego (1958). Przez wiele lat pracował w sądownictwie wojskowym, był również związany z Instytutem Państwa i Prawa Polskiej Akademii Nauk. W 1976 uzyskał stopień doktora nauk prawnych. Od 1976 sędzia Sądu Najwyższego, przewodniczył wydziałowi w Izbie Wojskowej Sądu Najwyższego. W stanie wojennym jako pułkownik ludowego Wojska Polskiego i sędzia Izby Wojskowej Sądu Najwyższego w Warszawie rozpatrywał sprawy karne przeciwko działaczom podziemia. W latach 1985–1993 zasiadał w Trybunale Konstytucyjnym. Jest autorem prac z prawa karnego, postępowania karnego, prawa konstytucyjnego.